# 4810 Ruslanova
4810 Ruslanova (1972 GL) là một tiểu hành tinh vành đai chính được phát hiện ngày 14 tháng 4 năm 1972 bởi L. I. Chernykh ở Nauchnyj.